# Waschhaus (Dormelles)
Das Waschhaus (französisch lavoir) in Dormelles, einer französischen Gemeinde im Département Seine-et-Marne in der Region Île-de-France, wurde 1873 errichtet.
Das Waschhaus aus Bruchsteinmauerwerk befindet sich am Fluss Orvanne. Es besitzt eine seltene Vorrichtung, mit der der Holzboden angehoben oder abgesenkt werden kann, um sich dem Niveau des Wassers anzupassen.